# PILUM
PILUM (Abkürzung für englisch Projectiles for Increased Long-range effects Using Electro-Magnetic railgun, dt.: Projektile für gesteigerte Effekte mit langer Reichweite unter Benutzung von elektromagnetischen Railguns) war ein multinationales europäisches Rüstungsforschungsprojekt, das zwischen Mai 2020 und September 2023 vertiefende Forschung zu militärisch nutzbaren Railguns betrieb. Das Projekt wurde von der Europäischen Verteidigungsagentur (EVA) unter Federführung des Deutsch-Französischen Forschungsinstituts Saint-Louis (ISL) ausgeführt.
Ziel von PILUM war es, die Technologien zur Entwicklung einer praktisch einsetzbaren Railgun mit einer Reichweite von 200 km und einer Projektilgeschwindigkeit von Mach 5 bis 6 zu erforschen. Dabei wurden schwerpunktmäßig die Fragen der Langlebigkeit des Laufs, der Konstruktion von Projektilen und der Umsetzung der Energieversorgung untersucht. Nach computerbasierten Analysen und praktischen Tests wurden final die Möglichkeiten des Einsatzes einer Railgun an Land oder auf Kriegsschiffen untersucht.
Nach dem erfolgreichen Abschluss von PILUM wurde im Juni 2023 das Fortsetzungsprojekt THEMA (englisch TecHnology for ElectroMagnetic Artillery) begonnen.

## Beteiligte Institutionen
Beteiligt waren neun Partner aus fünf europäischen Ländern:
- das ISL als wissenschaftliche und organisatorische Leitinstitution
- das Von Karman Institut für Strömungsmechanik, ein belgisches Forschungsinstitut
- Naval Group, ein französisches Rüstungsunternehmen
- Nexter Systems, ein französisches Rüstungsunternehmen
- Diehl Defence, ein deutscher Munitionshersteller
- Nexter Munitions, ein französischer Munitionshersteller
- Explomet, ein polnischer Munitionshersteller
- ICAR, ein italienischer Elektrokonzern
- Erdyn Consultants, ein französisches Beratungsunternehmen zur Koordinierung internationaler Projekte.